# Tratturo

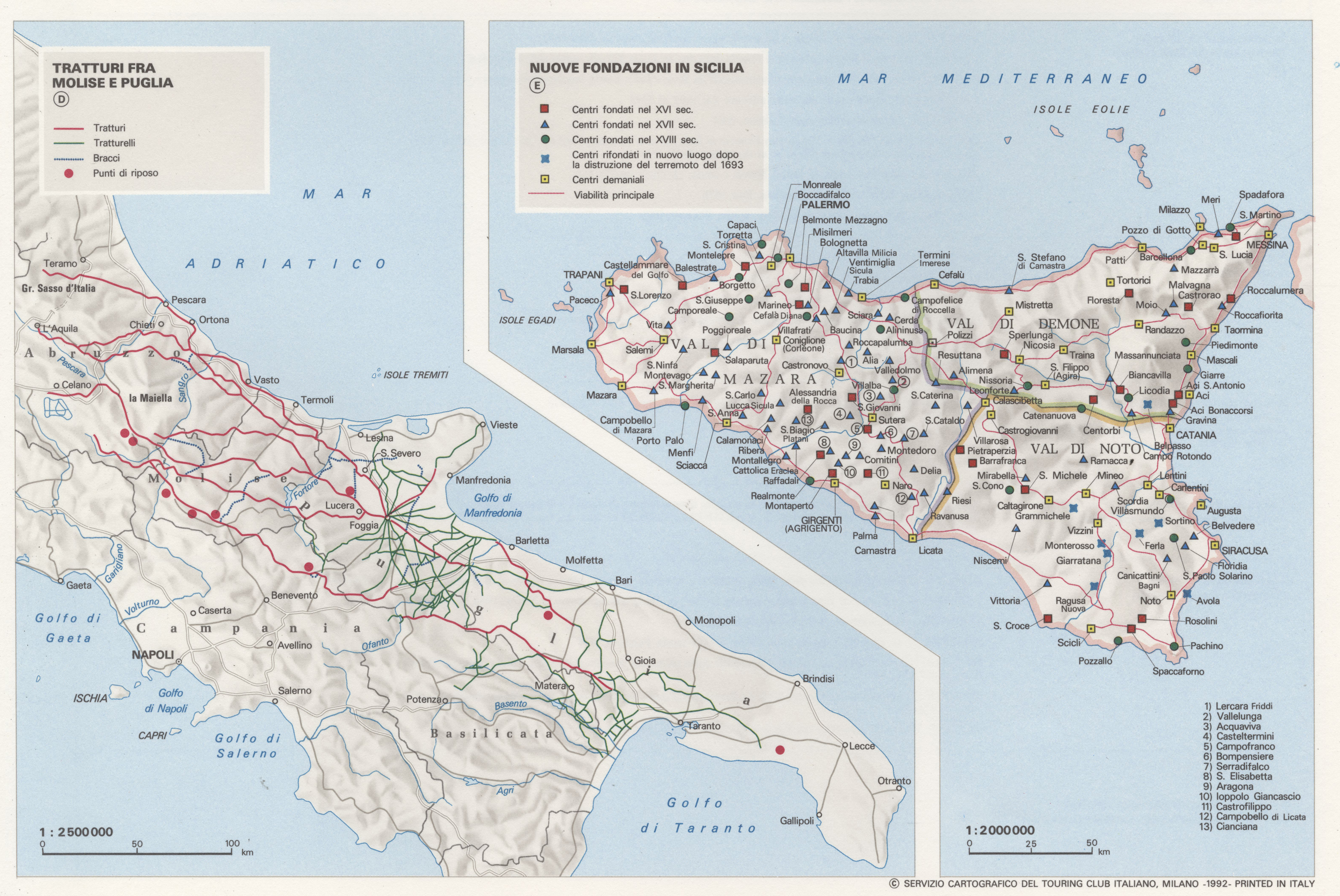
Carte des principaux itinéraires (à gauche).

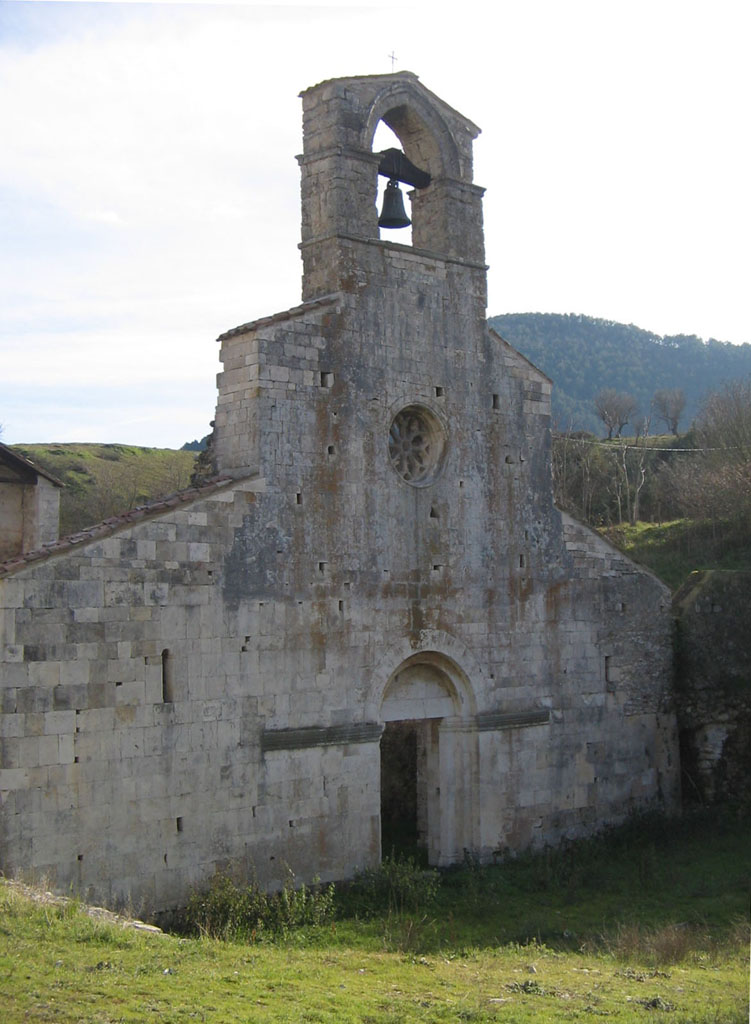
Façade de l'église rurale (S. Maria di Cartignano) le long du tratturo Centurelle - Montesecco (120 km).

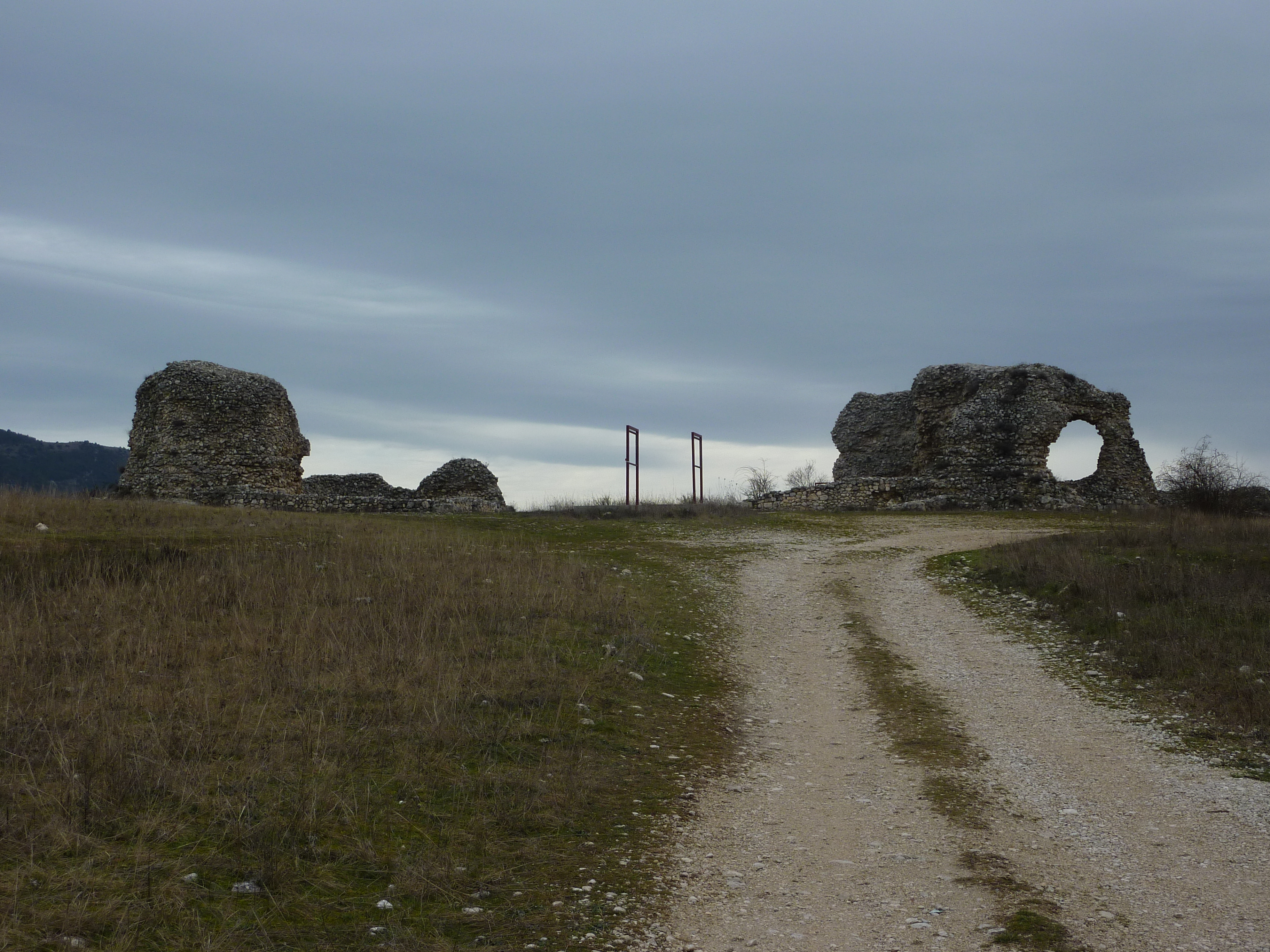
Tratturo L'Aquila - Foggia proche de Peltuinum.

Tratturo (pluriel tratturi) est un terme italien usité  pour les pistes qui relient l'Apennin  des Abruzzes  aux plaines des Pouilles et de la Calabre.
Il désigne un large chemin herbeux, pierreux ou en terre battue  dont le terrassement résulte du passage et du piétinement des troupeaux de bétails.

## Histoire
Dès le milieu du XVe jusqu'au début  XIXe siècle, lors de chaque transhumance, plusieurs millions de têtes d'ovins empruntent ce vaste réseau de communication constitué de tratturi  dont la largeur est fixée à 60 pas napolitain (111,6 mètres). Les voies de moindre importance sont nommées  tratturelli et bracci. Leurs itinéraires sont jalonnés de nombreux édifices religieux, bornes  de territoire, quelques  riposi (espace destiné à la halte du bétail) ainsi que de plusieurs grottes liées au culte de saint Michel Archange vénéré à Monte Sant'Angelo.
Propriétés de la dogana delle pecore, les tratturi tombent progressivement en désuétude, dès 1806, lorsque le régime de cette autorité est aboli.
L'ensemble du réseau des tratturi de Foggia est cartographié et publié en 1912, puis mis à jour en 1959. Aujourd'hui, selon une circulaire du 17 mai 1993 du Corps forestier d'État, sont recensés 11 tratturi pour 1 149 km, 6 tratturelli pour 116 km et 6 bracci pour 79 km.